# Les Dalton en cavale
Série Lucky Luke
La Ballade des Dalton
(1978) Tous à l'Ouest
(2007)
Pour plus de détails, voir Fiche technique et Distribution.
Les Dalton en cavale est un film d'animation français réalisé par Morris, sorti en 1983. Il met en scène les personnages de Lucky Luke et les Dalton. Il s'agit en fait d'une compilation de trois épisodes de la première série animée Lucky Luke : Les Dalton dans le blizzard, Ma Dalton et Les Dalton se rachètent.

## Synopsis
Les Dalton s'évadent de leur prison. Lucky Luke suit leur piste jusqu'au Canada et les capture mais ils s'évadent de nouveau et trouvent refuge chez leur mère, Ma Dalton.
Finalement, les frères Dalton obtiennent une mise en liberté conditionnelle sous la surveillance de Lucky Luke. Ils rencontrent des difficultés à se faire accepter par la population effrayée.

## Fiche technique
Sauf indication contraire, les informations mentionnées dans cette section peuvent être confirmées par les bases de données cinématographiques IMDb et Allociné,  présentes dans la section « Liens externes ».
- Titre : Les Dalton en cavale
- Réalisation : Morris[1]
- Scénario : Glenn Leopold et Cliff Roberts, adaptation de Morris et Gilberte Goscinny, d'après la bande dessinée créée par Morris et René Goscinny
- Musique : Claude Bolling, Haïm Saban et Shuki Levy
  - Chanson du générique (version française) : Jacques Cardona
- Direction artistique : Iwao Takamoto
- Production : Philippe Landrot et Art Scott
- Sociétés de production : Gaumont et FR3, avec Dargaud Films
- Société de distribution : Gaumont International
- Pays d'origine :  France
- Langue originale : français
- Format : couleurs - 1,33:1 - son mono
- Durée : 81 minutes
- Dates de sortie :
  - France : 14 décembre 1983

## Distribution
- Jacques Thébault : Lucky Luke
- Roger Carel : Jolly Jumper, Winston Pendergast, le sénateur Pendelberry
- Pierre Trabaud : Joe Dalton, le maître d'hôtel de Washington
- Jacques Balutin : William Dalton, le facteur, le quincaillier, le guichetier de la banque, un gardien de la prison, le maître et le maire de Tortilla Gulch
- Gérard Hernandez : Jack Dalton, le directeur de la prison, le shérif, Sam, un cavalier du Pony Express
- Pierre Tornade : Averell Dalton, le boulanger, le boucher
- Perrette Pradier : Ma Dalton
- Bernard Haller : Rantanplan
- Richard Darbois : Petit Jean le bûcheron
- Marion Game : voix féminines